# Egesina sericans
Egesina sericans là một loài bọ cánh cứng trong họ Cerambycidae.